# Mexikanische Badmintonmeisterschaft 1958
Die Mexikanische Badmintonmeisterschaft 1958 fand in Mexiko-Stadt statt. Es war die 12. Auflage der nationalen Titelkämpfe von Mexiko im Badminton.

## Titelträger
| Disziplin    | Sieger                            |
| ------------ | --------------------------------- |
| Herreneinzel | Raúl Rangel                       |
| Dameneinzel  | Carmela Martinez                  |
| Herrendoppel | Antonio Rangel Raúl Rangel        |
| Damendoppel  | Carmela Martinez Ernestina Rivera |
| Mixed        | Fernando Molinar Carolina Allier  |